# Tomàs de Santcliment
Tomàs de Santcliment (Léridaa, m. can. 1292), señor de Mequinenza y de Alcarrás, fue un caballero catalán del linaje de los Santcliment. Pertenecía a un linaje descendente de un repoblador del Solsonés.

## Biografía
Fue uno de los miembros más destacados de su linaje en la región de Lérida. Se  tiene constancia gracias a la recompensa recibida por parte del rey Jaime I que le daba la potestad sobre los castillos de Albalate de Cinca (Huesca), Afanó y Maldanell (Urgel), como reconocimiento por su participación a la conquista de Valencia. Había sido señor de Mequinenza desde 1230 a 1244, y el 1237 pactó la delimitación de los términos de Mequinenza y Torralba, situado al lado de Torrente de Cinca.
Más adelante, su habilidad inversora lo convirtió en señor de los castillos de Suchs y nuevamente Mequinenza (1243) y de Alcarrás y Montagut (1248), compradas a Guillem de Cardona, además de otras herencias situadas en puntos estratégicos para el control de los caminos de acceso a Lleida y de las vías fluviales, que tendrían como objetivo del control de determinados centros de producción y vías de distribución de trigo y viña, así como áreas de pasto y vías pecuarias.
Tuvo dos hijos: Nicolau de Santcliment y Pere de Santcliment.